# Ерез
Ерез (серб. Јерез) — река на западе Сербии, правый приток Савы (бассейн Дуная). Длина 56 км, площадь водосборного бассейна 503 км².

## Течение
Река Ерез берёт начало на западных склонах горы Цер, в холмистой местности Поцерина, около села Чокешина. Общее направление течения — с юга на север. Река особенно извилиста между деревнями Прнявор, Рибари и Петловача. Здесь Ерез входит в Курьячко полье (Волчье поле) — низменную часть региона Мачва.
Русло Ереза — фактически древнее русло реки Дрины, которая ранее впадала в Саву в Шабце. Когда Дрина изменила свой русло, и стала впадать в Саву на несколько десятков километров западнее, воды, стекающие с горы Цер, заполнили пустое русло реки, и образовалась река Ерез.
В низменности Мачва, Ерез сильно извивается, разбиваясь на рукава, некоторые из которых воссоединяются с центральным руслом, другие, впадают в соседние реки и ручьи. Большая деревня Штитар расположена на одном из таких рукавов. После сёл Мачвански Причинович и Табанович, изгибаясь на юг, река выходит на пойму Савы и впадает в неё к северу от Шабца, образуя небольшую дельту.
Через долину Ереза проходят автомобильная и железная дороги на пути из Шабца в Лозницу.